# سون لويس
سون لويس (بالإنجليزية: Son Lewis)‏ هو كاتب أغاني أمريكي، ولد في 11 ديسمبر 1951 في باترسون في الولايات المتحدة.

## وصلات خارجية
- الموقع الرسمي